# Фербанк (Ајова)
Фербанк (енгл. Fairbank) град је у америчкој савезној држави Ајова. По попису становништва из 2010. у њему је живело 1.113 становника.

## Демографија
Према попису становништва из 2010. у граду је живело 1.113 становника, што је 72 (6,9%) становника више него 2000. године.
| Група             | 2000.         | 2010.         |
| Белци             | 1.029 (98,8%) | 1.083 (97,3%) |
| Афроамериканци    | 1 (0,1%)      | 3 (0,3%)      |
| Азијати           | 1 (0,1%)      | 0 (0,0%)      |
| Хиспаноамериканци | 10 (1,0%)     | 20 (1,8%)     |
| Укупно            | 1.041         | 1.113         |